# 巴爾德馬丁峰

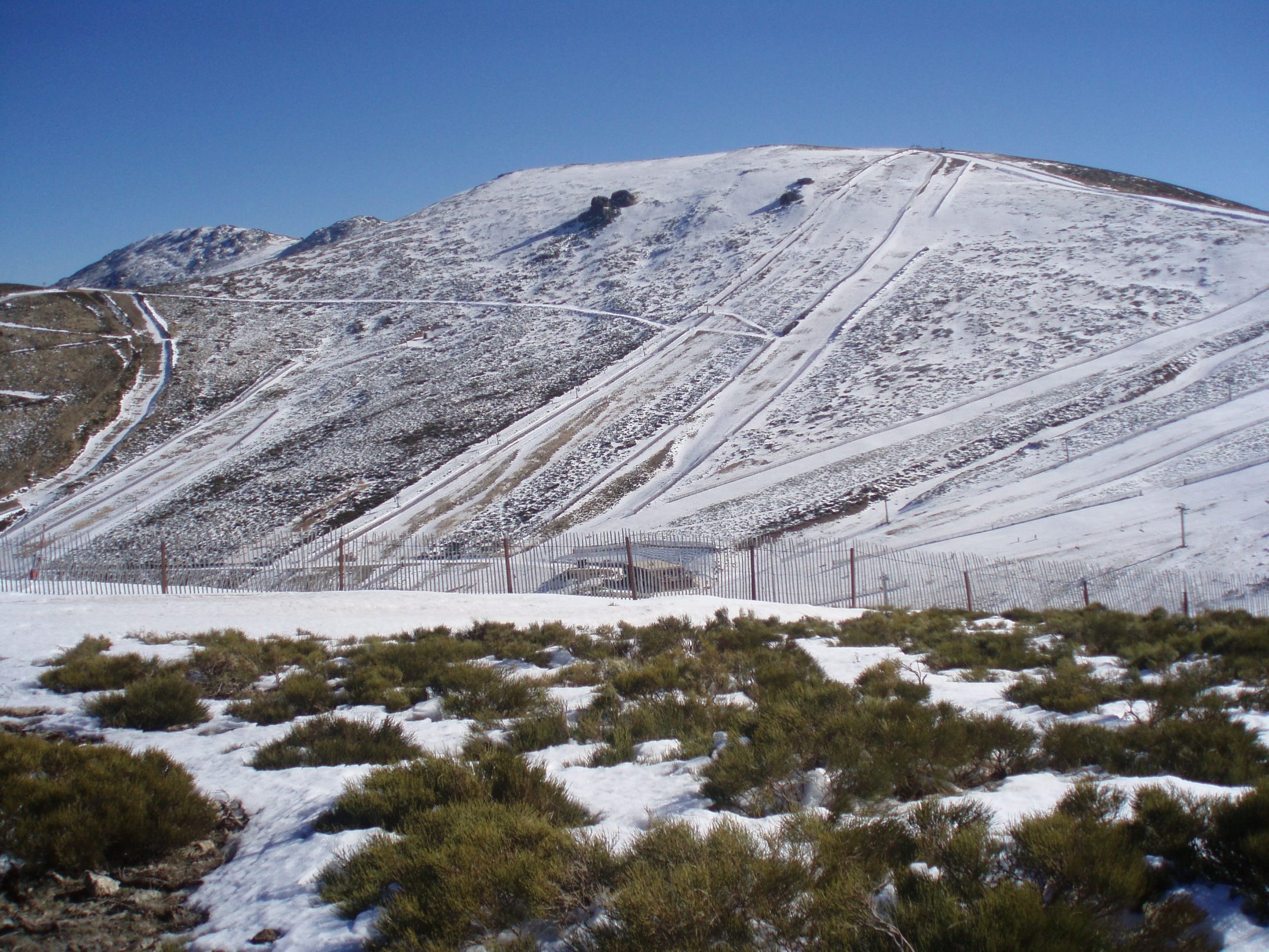

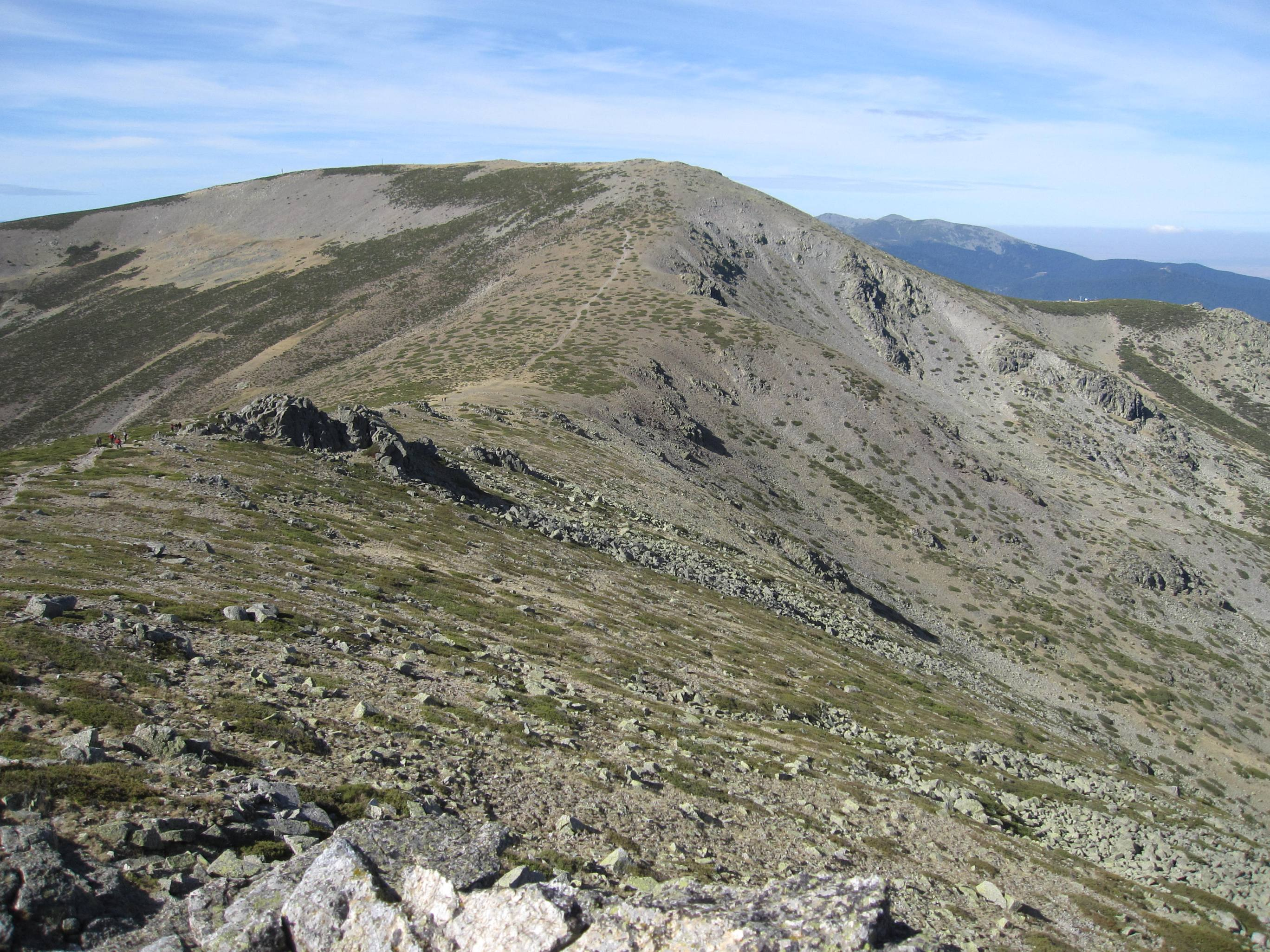

巴爾德馬丁峰是西班牙的山峰，位於該國中部馬德里自治區，屬於中央山脈中瓜達拉馬山脈的一部分，海拔高度2,280米，山體由片麻岩和花崗岩組成。